# Delfine
Nella mitologia greca, Delfine (in greco antico: Δελφύνη?) era il nome di un gigantesco drago femmina ucciso da Apollo a Delfi. Nei racconti del periodo ellenistico è talvolta identificata con Pitone.

## Il mito
Secondo l'Inno omerico ad Apollo (VII-VI secolo a.C.), Delfine era la madre adottiva del mostro serpente Tifone, che fu dato alla dragonessa da sua madre Era. Tifone alla fine avrebbe combattuto contro Zeus per la supremazia del cosmo. L'Inno prosegue descrivendo come, mentre costruiva il suo tempio oracolare a Delfi, Apollo incontrò la serpe nei pressi di una "dolce sorgente". Apollo colpì la dragonessa con una freccia dal suo arco e la uccise.
Apollonio di Rodi (inizio III secolo a.C.), afferma che Apollo "uccise con il suo arco il mostro Delfine", "sotto il costone roccioso del Parnaso", e che la vittoria fu acclamata dalle "ninfe Coricie", che erano associate al grotta Coricia alle pendici del Parnaso sopra Delfi.
Plutarco (c. 46 d.C. - 120 d.C.), si riferisce al mostro che "combatté con Apollo per l'oracolo a Delfi" come femmina, e dice che sebbene un tempo l'oracolo di Delfi era " desolato e inavvicinabile", "fu la desolazione ad attrarre la creatura piuttosto che la creatura a causare la desolazione".
Delfina compare anche nel racconto di Apollodoro (I o II secolo d.C.) della battaglia di Tifone con Zeus, dove è chiamata sia "drago" (drakaina) che "fanciulla semi-bestiale". Secondo Apollodoro, Tifone riuscì a tagliare i tendini di Zeus dal suo corpo. Nascose quindi i tendini recisi nella grotta Coricia in Cilicia (una grotta diversa da quella sopra Delfi) e incaricò la dragonessa Delfine di custodirli. I tendini furono poi recuperati e restituiti a Zeus dagli dei Ermes e Pan.
Infine, secondo la Suda, un'opera del X secolo d.C., il nome della città di Delfi deriverebbe da Delfine.

### Fonti antiche
- Pseudo-Apollodoro, Libro I - 6,3

### Fonti moderne
- Luisa Biondetti, Dizionario di mitologia classica, Milano, Baldini&Castoldi, 1997, ISBN 978-88-8089-300-4.
- Pierre Grimal, La mitologia greca, Roma, Newton, 2006, ISBN 88-541-0577-5.